# Canonico (cognome)
Canonico è un cognome di lingua italiana.

## Varianti
Canonaco, Canonica, Canonici.

## Origine e diffusione
Il cognome è tipicamente meridionale.
Potrebbe derivare da un titolo ecclesiastico, dal greco kanón, "legge".

## Persone
- Elio Canonico – ex calciatore italiano
- Nicola Canonico – attore e produttore cinematografico italiano
- Tancredi Canonico – politico italiano